# 広原盛明
広原 盛明（ひろはら もりあき、1938年8月26日 - ）は、日本の都市研究者。専攻は都市政策、住宅・都市計画学。

## 来歴
満州国ハルビン市生まれ。1961年京都大学工学部建築学科卒業、同大学院工学研究科建築学専攻博士課程退学ののち、同大学助手・講師を務めた。京都府立大学に赴任、1971年助教授、1985年教授、1992年-1998年学長を歴任した。この間、1971年に結成された京都市電の存続を目指す市民団体「京都の市電をまもる会」の事務局長を務めている。
工学博士、京都府立大学名誉教授。
2000年より龍谷大学法学部教授。2004年2月8日執行の京都市長選挙に日本共産党推薦で立候補、17万票余を得たが落選した。
特定非営利活動法人西山夘三記念すまい・まちづくり文庫理事長、都市住宅学会学術委員長、コミュニティ政策学会副会長などを務めた。
2014年4月瑞宝中綬章受章。